# Anna Maria Taigi
Blahoslavená Anna Maria Giannetti Taigi (29. května 1769, Siena - 9. června 1837, Řím) byla italská laická katolička a terciářka Řádu trinitářů.

## Život
Narodila se 29. května 1769 v Sieně. Byla dcerou lékárníka. Kvůli finančnímu selhání a nutnosti hledat práci se její rodina se přestěhovala do Říma. Zde navštěvovala klášterní školu pro děti dělníků.
Začala pracovat jako služebná v Palazzo Maccarani Stati, kde potkala svého budoucího muže Domenica Taigi, který byl rovněž služebníkem. V roce 1789 se vzali a měli sedm dětí, z nichž tři zemřely v kojeneckém věku. Roku 1790 u San Carlino alle Quattro fontane vstoupila do terciárního[zdroj?] řádu trinitářů.
Během svého duchovního života mívala Anna Maria stavy extáze a osvícení. S prosbou o pomoc, radu nebo modlitby se na ni obracelo mnoho lidí, např. královna Marie Luisa Bourbonská se svými epileptickými záchvaty, která byla díky ní následně uzdravena. Zemřela 9. června 1837 ve věku 68 let. V roce 1968 byla rakev blah. Anny Marie Taigi otevřena a její tělo nalezeno po 131 letech neporušené. Je uctíváno v Bazilice Svatého Chrysogona v Trastevere.

## Blahořečení
Dne 4. března 1906 byla papežem sv. Piem X. prohlášena ctihodnou.
Blahořečena byla 30. května 1920 papežem Benediktem XV.